# Hala sportowa Uniwersytetu Technicznego w Harbinie

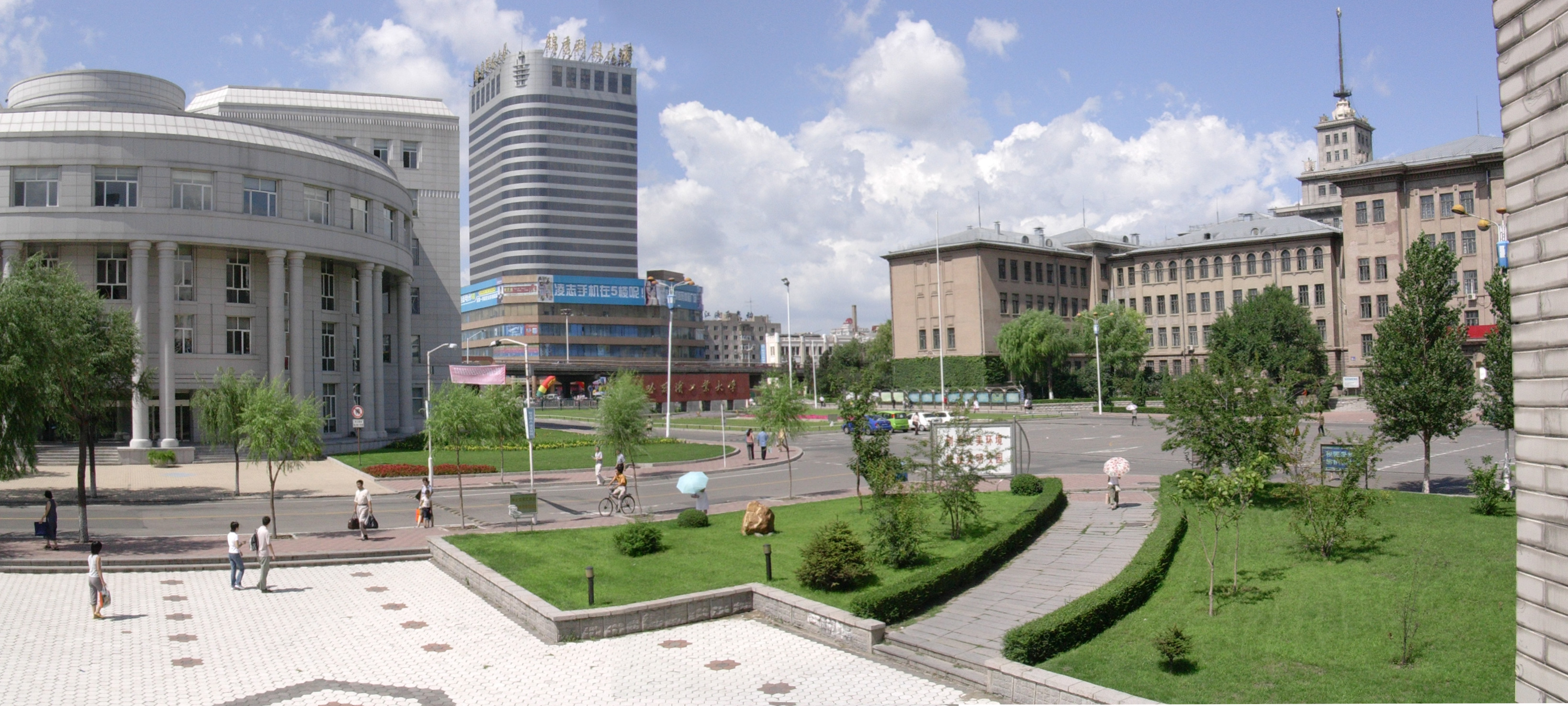

Hala sportowa Uniwersytetu Technicznego w Harbinie – położona w centralnej części Harbinu. Jest jednym z obiektów Uniwersytetu Technicznego w Harbinie. 
Zaprojektowana została w 2006 roku a oficjalnie otwarta w czerwcu 2008. Hala może pomieścić około 5000 osób. Odbywają się w niej zawody akademickie w między innymi w gimnastyce, siatkówce, piłce ręcznej.
W trakcie Zimowej Uniwersjady 2009 odbywały się tu konkurencje Short tracku.